# Carrikers kwartelduif
Carrikers kwartelduif (Zentrygon carrikeri) is een duif uit het geslacht Geotrygon. Deze duif is door Alexander Wetmore in 1941 geldig als ondersoort beschreven en vernoemd naar Melbourne Armstrong Carriker, een Amerikaanse ornitholoog en entomoloog.  

## Beschrijving
Deze soort is lang beschouwd als een ondersoort van Lawrence' kwartelduif Z. lawrencii. Carrikers kwartelduif is een 30 cm grote, op de grond levende kwartelduif. De vogel is overwegend grijs met een wit voorhoofd, een zwarte streep die loopt van de snavel naar het oog en een zwarte streep over de "wang", onder het oog. De buik is wit en aan de zijkanten is de vogel bruin. Op de rugzijde is het verenkleed bruinpaars, naar de stuit toe steeds meer bruin. De vleugels en de staart zijn bruin.

## Voorkomen en leefgebied
De soort is endemisch in de Sierra de los Tuxtlas in het zuidoosten van de Mexicaanse staat Veracruz. 
Het verspreidingsgebied van de Carrikers kwartelduif is sterk versnipperd; hij komt alleen nog voor in drie gebieden die liggen rond de toppen van twee vulkanen in de Sierra de los Tuxtlas op een hoogte tussen de 350 en 1500 m boven de zeespiegel. In de jaren 1950 kwam deze kwartelduif nog veel voor en was het gebied bedekt met vochtig regenbos dat rijk was aan ondergroei.

## Status als bedreigde soort
In de jaren 1980 en 1990 vonden grootschalige ontbossingen plaats. Volgens een raming uit 2016 waren er nog 250 tot 1000 volwassen exemplaren in het overgebleven leefgebied. Daarom staat de soort als bedreigd op de Rode Lijst van de IUCN.